# Al-Mustadi
Abū Muhammad Hassan ibn Yusuf al-Mustanjid  (arabiska:أبو محمد حسن بن يوسف المستنجد;; även känd i väst med stavningen al-Mustadī' bi-amr Allāh ), född 1142, död 27 Mars 1180, var en abbasidisk kalif 1170–1180.